# Birkat hammazon
Birkat hammazon eller Birkat hamazon (hebreiska:ברכת המזון, ungefär "välsignelse över näringen") är en judisk bordsbön. Den består av ett antal brachot, dvs välsignelser, som alla troende judar förväntas uttala efter måltider där bröd eller matza förtärts. Under vanliga vardagar kan man läsa dessa välsignelser tyst, men är det sabbat eller annan högtid med flera samlade så är det vanligare med en recitation inför gemenskapen.